# Johan III van Saksen-Lauenburg
Johan III van Saksen-Lauenburg (overleden in 1356) was van 1344 tot aan zijn dood hertog van Saksen-Bergedorf-Mölln. Hij behoorde tot het huis Ascaniërs.

## Levensloop
Johan III was de oudste zoon van hertog Albrecht IV van Saksen-Bergedorf-Mölln en diens echtgenote Beata van Schwerin, dochter van graaf Günzel VI van Schwerin.
Na de dood van zijn vader in 1344 werd Johan III hertog van Saksen-Bergedorf-Mölln. Over zijn regeerperiode is er zo goed als niets geweten.
In 1356 stierf Johan III ongehuwd en kinderloos. Zijn jongere broer Albrecht V volgde hem op.